# Jan Czekanowski
Jan Czekanowski (Głuchów, Grójec, 6 de outubro de 1882 –  Estetino, 20 de julho de 1965) foi um antropólogo, etnólogo e africanista polonês.

## Biografia
Czekanowski trabalhou de 1905 a 1907 sob tutoria de Felix von Luschan no Museu Etnológico de Berlim, período no qual trouxe à instituição 109 crânios da ilha tanzaniana de Busira, no Lago Vitória. De 1907 a 1909, trabalhou na África Equatorial para trazer à Europa conhecimento sobre regiões desconhecidas.
Enquanto antropólogo, convenceu estudiosos da Alemanha Nazista que os caraítas não eram semitas, mas turcomanos, salvando-os do Holocausto.
Faleceu em 1965, sendo enterrado no cemitério de Powązki, em Varsóvia.